# Tongva

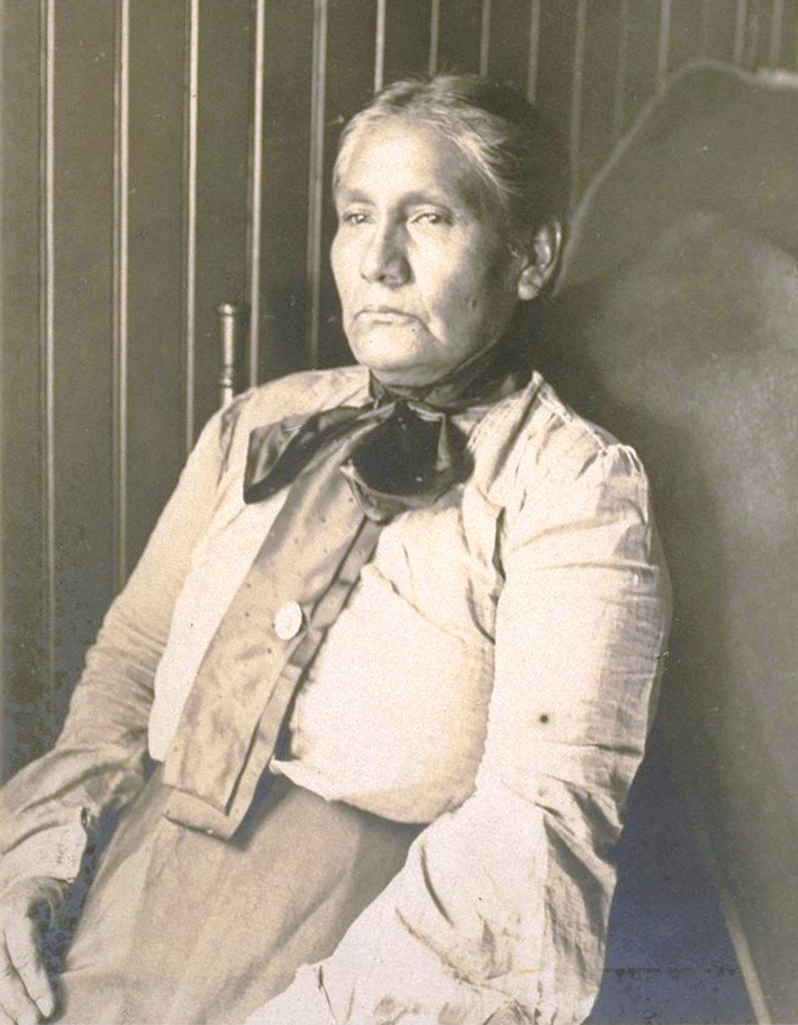
James V. Rosemeyre, una delle ultime donne che conosceva la lingua tongva, fotografata nel 1905

I tongva sono un popolo nativo americano che viveva nell'area attorno a Los Angeles, California (USA), prima dell'arrivo degli europei.
Ai tongva ci si riferisce usualmente come la tribù gabrieleño/tongva, seguendo la tradizione spagnola di chiamare le tribù con il nome delle missioni nelle vicinanze, in questo la missione di San Gabriele Arcangelo. Analogamente, le denominazioni coloniali delle tribù fernandeño/tongva e nicoleño/tongva derivato dalle missioni di riferimento (rispettivamente San Fernando Rey de España e San Nicolas Island).

## Etimologia
Tongva significa "popolo della terra" nella lingua tongva, una lingua della famiglia uto-azteca.